# 10.20成田現地闘争
座標: 北緯35度44分51秒 東経140度22分30秒 / 北緯35.74750度 東経140.37500度
10.20成田現地闘争（じゅってんにいまる なりたげんちとうそう）は、1985年（昭和60年）10月20日に千葉県成田市の三里塚交差点付近で中核派を主力とする新左翼(警察庁の呼称では極左暴力集団)と三里塚芝山連合空港反対同盟北原派が、成田空港問題を巡って警察部隊と激しく衝突し、多くの逮捕者を出すとともに、管制塔等の新東京国際空港施設を襲撃した事件である。
大規模な暴動と空港への損害を阻止できなかった警察当局が批判を浴びた一方で、大量に逮捕者を出した中核派も、事件以後は大規模な闘争を実施できなくなった。

## 背景
中核派ほか新左翼党派(「極左暴力集団」)は、成田空港問題を1985年（昭和60年）の最大の闘争課題に掲げ、成田現地に延べ約10万1,000人を動員して、集会やデモ活動を繰り広げた。特に同年4月に全国紙に掲載された「成田は“いま”」と題する政府広報が「新東京国際空港二期工事着工のためのもの」として受け止められ、危機感を強めた新左翼党派は「二期工事阻止」に向けて、爆発物等発射装置や時限式発火装置等を使用したゲリラ事件を起こすなどして闘争を激化させていた。
活動家らは、1980年に大韓民国で発生した学生を中心とした民衆蜂起である光州事件から刺激を受けていたとも言われる。

## 事件経過

### 総決起集会

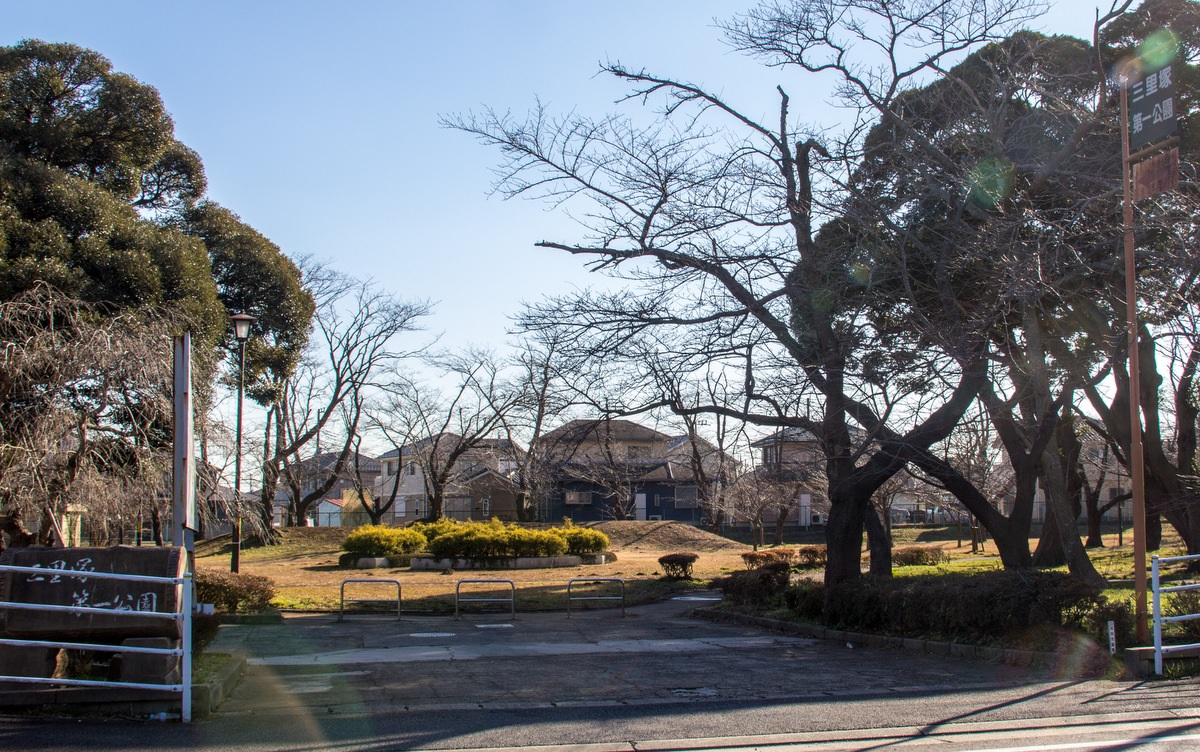
反対派の集会が開催された三里塚第一公園

この日、新東京国際空港（現　成田国際空港。以下、成田空港）の二期工事に反対する三里塚芝山連合空港反対同盟北原グループ主催の全国総決起集会が、千葉県成田市の三里塚第一公園で開催された。この際に実力闘争による廃港を目指すグループの参加が予想されていたことから、千葉県警警備本部は、千葉県へ応援派遣された東京都の警視庁第一機動隊、第三機動隊、第四機動隊等の各部隊を三里塚第一公園から三里塚交差点付近に、千葉県警察の各機動隊を成田空港旧第5ゲート（現　芝山千代田駅付近）に配備した。また千葉県警新東京国際空港警備隊（現　千葉県警察成田国際空港警備隊）の6個空港機動隊（大隊）と、関東管区機動隊3個大隊を成田空港の北側から東側にかけて配備した。さらに、千葉県警および警視庁航空隊による航空機隊（ヘリコプター5機）を上空警戒させた。
この総決起集会には、約3,900名が参加した。警察では集会の暴徒化とテロ・ゲリラ事件を未然に防ぐため、当日は集会の前に会場周辺で厳しい検問を実施し、集会参加者に対する職務質問や所持品検査によって安全を確保したはずだった。ところが、鎌田雅志全学連委員長が「第三ゲートを突破しよう。武器を持った我々は武装において機動隊と対等だ。我々の激しい戦闘意識にすべてがかかっている」と午後3時51分にアジ演説を始め、集会も終盤に入った午後4時10分頃、中核派をはじめとする徹底抗戦を掲げる支援党派などは、集会の予定日から数週間も前に三里塚第一公園の地面や植え込み等に埋めて隠匿していた大量の鉄パイプや丸太、火炎瓶等を掘り出し、武器として参加者に配布した。また投石用の砕石や、プラカードと称して申し訳程度に小旗を添付した竹竿や旗竿、角材を搭載したトラックやダンプカーが会場内に乱入してさらなる武器を供給し、集会参加者は武装した。
また、中核派はこの日のために大量に白いジェットヘルを購入し、その場で参加者に配り「中核」の文字を書かせた。サングラスやバイクゴーグルを付け、黒ヤッケを着装した中核派部隊を先頭に、武装した1,000人を超える集団は公園を発ち、成田空港第3ゲートに向かって進撃を開始した。

### 三里塚交差点での衝突
千葉県道106号八日市場佐倉線を進んで成田空港への突入を目指すデモ隊は、届出のコースを外れてそのまま東進すべく、千葉県道62号成田松尾線と交わる三里塚交差点に進入した。
三里塚交差点では、事態の急変を受けて警戒中の警視庁第一機動隊が大盾を並べて阻止線を作って待ち構えていた。これに対しデモ隊は正面突破を試み、午後4時20分過ぎに両者は衝突した。長さ約5メートルの丸太6本を抱えてスクラムを組んだ数十人の先頭集団が機動隊に突進し、体当たりで阻止線の一角に突っ込んだところを後続してきた鉄パイプなどで武装した数百人の集団が殴りかかった。機動隊は即座に応戦し、デモ隊の両側面から警視庁一機、三機、四機、五機の各部隊が挟撃し、放水車から発射した放水砲と催涙ガスの援護下にデモ隊の検挙を敢行した。挟み撃ちを試みた機動隊が押し返され逆に包囲されるなどデモ隊は執拗な抵抗を行い、阻止線から突出して孤立してしまった機動隊員を取り囲んで袋叩きにしたり、機動隊に対して砕石や火炎瓶を投げるという、激しい集団武装闘争を展開した。機動隊は鉄パイプでの殴打や倒れたところに火炎瓶を投げつけられるなどの攻撃により、重傷者9名を含む59名の警察官が負傷、放水車および装甲車3台が火炎瓶等により損傷を受ける被害を受けた。他方、三里塚第一公園周辺の市街地のあちこちでは、集会参加者や一部の野次馬が街宣車からのアジ演説によって暴徒化し、全国各地から警備に駆けつけていた都道府県警察の各部隊に対して乱闘を挑み、市街戦のごとき様相となった。やがて機動隊が交差点を制圧し、第一公園まで押し返されたデモ隊は投石や仮設トイレを倒して汚物をぶち撒けるなどの妨害を続けたが、午後5時過ぎに機動隊が公園内に入って活動家らを逮捕していった。
結果として、警察は241人（男195人、女46人）を公務執行妨害等で現行犯逮捕した。三里塚闘争で発生した逮捕者の数としては、第二次代執行（375人）に次ぐ規模であった。

### 管制塔襲撃

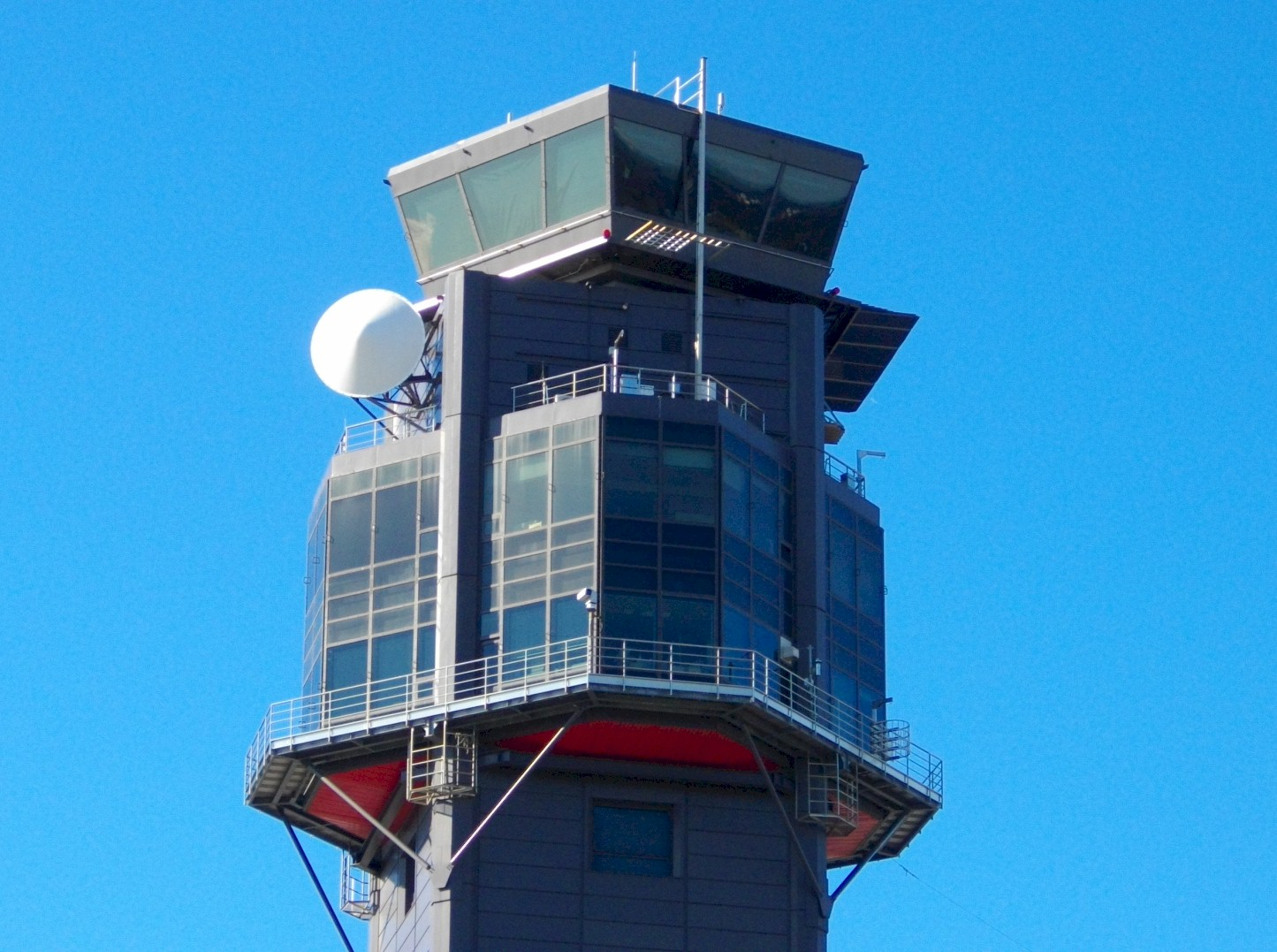
偽装消防車による攻撃を受けた新東京国際空港管制塔（当時）

また、三里塚交差点での衝突とほぼ時を同じくして、空港内外で革労協によるゲリラ攻撃が行われた。
革労協の犯行声明によると、同日午後5時頃、京成電鉄京成成田駅構内に停車していた列車が発火装置により放火された。また同時刻には、空港近くの山林や古タイヤにも放火され、煙により航空機の空港での離着陸に影響が出た。
午後5時30分頃、革労協のメンバーがタクシーに偽装した車両と偽の身分証明書で空港の検問を通り抜け、午後5時35分頃に空港内の旅客ターミナルビル駐車場内で、自分たちが乗ってきた車両と別の車両の計2台に発火装置を仕掛けて逃走した。装置が作動して車両が炎上すると、消防士に変装した革労協の非合法非公然組織「革命的軍事組織(通常は「革命軍」。なぜこの作戦に限ってこの名称を使ったのか不明)」が、事前に用意していた成田消防署の車両に似せた「偽装消防車」と「偽装消防指揮車」で空港に乗り付けた。偽装消防車には火炎放射器と散弾発射器が装備されていた。高度な偽装によって警備側は「革命的軍事組織」を消火のために来た本物の消防隊と見誤って空港内への侵入を許してしまった。
「革命的軍事組織」は管制塔（管理棟）前に偽装消防車を停めて装置をセットすると、偽装消防指揮車で逃走しそのまま行方をくらました。その約8分後、消防ホースのノズルに偽装した散弾発射装置からパチンコ弾が管制塔に向けて発射され、4階から5階の窓ガラスや天井や壁を破壊した。
革労協の計画では、続いて破壊された窓を目掛けて火炎放射がなされ、管制塔炎上により管制機能を喪失した成田空港は事実上の廃港となる手筈であった。しかし火炎放射器は故障によって作動せず(緊張によってスイッチを入れ忘れたともいわれる)、偽装消防車はそのまま炎上した。これにより管制塔炎上という最悪の事態こそ免れたものの、管制塔は一部損壊し、空港機能が一時麻痺した。

## 事件のその後

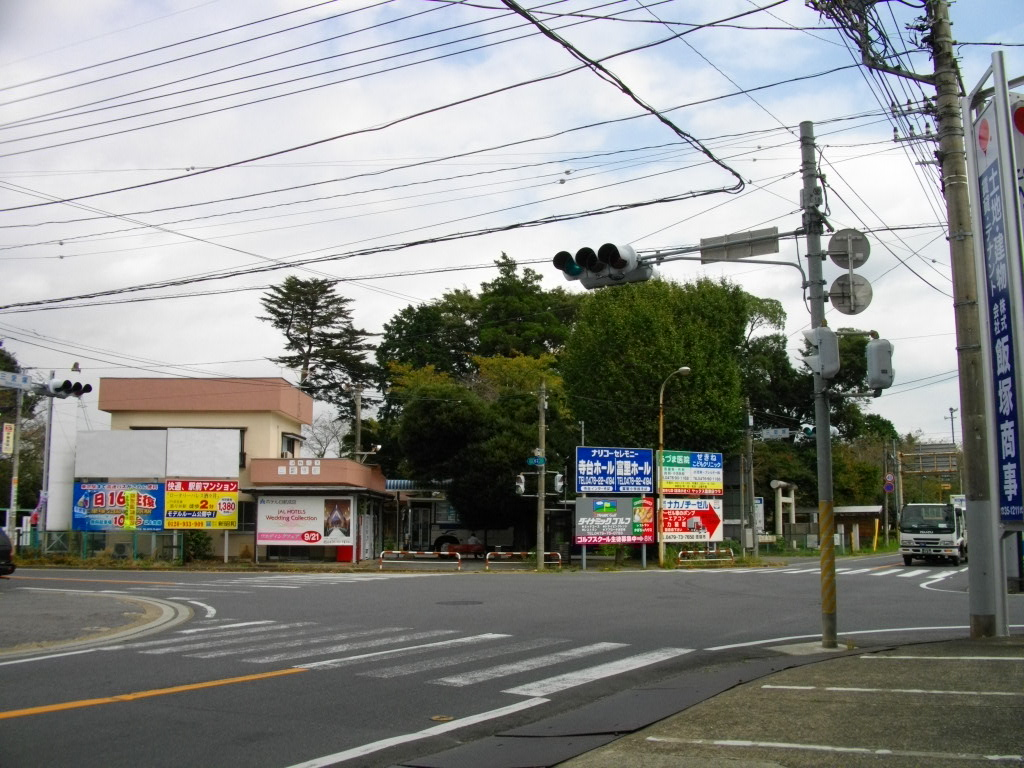
平穏を取り戻した三里塚交差点（2009年）

この作戦の立案と「偽装消防車」の製作は数年前から準備していたと言われる。極左過激派や暴徒化した一部市民による騒擾を許してしまっただけでなく空港中枢部までも損壊され、事前に兆候を察知できなかった警察は世論の猛烈な批判を浴びた。
衝突が起きた周辺の商店や住宅41戸にも被害が及び、住民からも「デモ隊には地元の人はほとんどいない。みんな他人のマチだと思ってひどいことをする。暴れた連中はみんな捕まればいい」「いままで、デモはやむを得ないと思っていたが、こんな混乱が起きるのでは、ほかでやってもらわなければならない」「よその人に三里塚が悪い印象を持たれてしまう」「火炎瓶やたくさんの石の持ち込みをチェックできなかったなんてだらしない。市街地で迎え撃つ警備も、住民の保護なんて無視したひどいやり方だ」「デモ隊を鎮圧するだけでは、住宅に被害が出るのもあたりまえだ。事前のチェックに力を入れるべきだ」と、過激派と警察の双方に対する怒りの声が上がった。

## 最後の大闘争
10.20闘争において、中核派はこれまでにない全力動員で機動隊と衝突し、逮捕者を大量に出した。中核派は、翌年以降に実施予定の東京サミット、昭和天皇の在位60周年記念式典、沖縄国体への天皇訪沖、国鉄分割民営化を阻止するべく大々的に闘争を行うとしており、10.20はその「前哨戦」として位置づけていた。
それまで中核派は集会・デモではいわゆる「公然部隊」しか参加させておらず、その構成員の内実は不透明であった。今回の逮捕者のうち身元が判明した148人の中には公共機関で働く者（国家公務員5人、地方公務員22人うち教員4人、国鉄職員など公共企業体職員）も含まれており、中には東北地方の山奥の小学校教諭（日教組組合員であったが、組合活動には全く関わっていない）もいた。この教員のように逮捕時の身柄拘束で無断欠勤となったことで、初めて活動家であることが周囲に判明した者もいた。
翌11月4日付の中核派機関紙『前進』では「10.20決戦の勝利によって労働者階級人民の総決起を機軸に、革命軍の革命的ゲリラ・パルチザン戦争と大衆的武装闘争を相乗的に発展させるたたかい、先制的内戦戦略の高次段階（フェーズII）の真価を発揮する過程に突入したということである」と主張しているが、当局に把握されていなかった活動家から大量に逮捕者を出したことによる組織への打撃は相当大きく、中核派はこれ以降今日に至るまで大量の逮捕者を出す闘争・テロを実施しておらず、中核派による市街戦も翌11月の国電同時多発ゲリラ事件が最後となっている。
事件から10年後の1995年（平成7年）6月に、鎌田雅志（事件当時、中核派全学連委員長）ら16人の有罪が確定した。
この事態を受けて成田市議会では条例を改正し、これ以降は過激派が参加する北原派の集会に公園の使用許可を出さないようになり、北原派は同盟員の畑で集会を行うようになった。付近で営業をする住民は「（北原派の集会が近隣の公園で行われないことに）地元としてほっとした」とコメントした。
この事件は、成田空港開港後としては最大規模の反対派と警察の衝突であった。その後は1990年代頃から、成田空港問題円卓会議などの政府側と一部反対派住民らとの話し合いが行われ、成田空港建設に際しての手続きの不備や精神的苦痛について内閣総理大臣村山富市による謝罪がなされたことなどから衝突事件は少なくなり、1995年（平成7年）以降は空港二期工事への用地買収に応じる農民も増えた。